# Arbiblatta infumata
Arbiblatta infumata är en kackerlacksart som först beskrevs av Brunner von Wattenwyl 1865.  Arbiblatta infumata ingår i släktet Arbiblatta och familjen småkackerlackor. Inga underarter finns listade i Catalogue of Life.